# Гергард Виск
Гергард Виск (нім. Gerhard Wysk; 2 травня 1920, Вайльбург — 29 грудня 1944, Ла-Манш) — німецький офіцер-підводник, оберлейтенант-цур-зее крігсмаріне.

## Біографія
1 жовтня 1938 року вступив на флот. З липня 1940 року — вахтовий офіцер в 1-й, 38-й, 7-й і 5-й флотиліях мінних тральщиків. В березні-вересні 1943 року пройшов курс підводника. В жовтні-грудні — офіцер роти 3-ї навчальної дивізії підводних човнів. З 5 лютого 1944 року — командир підводного човна U-322, на якому здійснив 2 походи (разом 50 днів у морі). 29 грудня 1944 року U-322 був потоплений в Ла-Манші, південніше Веймута (30°25′ пн. ш. 02°26′ зх. д.) глибинними бомбами канадського корвета «Калгарі». Всі 52 члени екіпажу загинули.
Всього за час бойових дій потопив 3 кораблі загальною водотоннажністю 19 516 тонн.
| Дата           | Назва корабля                            | Тип               | Тоннаж | Вантаж                  | Екіпаж | Загинули | Країна             | Конвой |
| -------------- | ---------------------------------------- | ----------------- | ------ | ----------------------- | ------ | -------- | ------------------ | ------ |
| 23 грудня 1944 | Dumfries                                 | Торговий пароплав | 5,149  | 8258 тонн залізної руди | 59     | 0        | Британська імперія | MKS-71 |
| 29 грудня 1944 | Arthur Sewall (безповоротно пошкоджений) | Торговий пароплав | 7,176  | 1833 тонни баласту      | 69     | 2        | США                | TBC-21 |
| 29 грудня 1944 | Black Hawk (безповоротно пошкоджений)    | Торговий пароплав | 7,191  | Баласт                  | 69     | 1        | США                | TBC-21 |

## Звання
- Кандидат в офіцери (1 жовтня 1938)
- Морський кадет (1 липня 1939)
- Фенріх-цур-зее (1 грудня 1939)
- Оберфенріх-цур-зее (1 серпня 1940)
- Лейтенант-цур-зее (1 квітня 1941)
- Оберлейтенант-цур-зее (1 січня 1943)